# Premi Nacional de narrativa de les Lletres Espanyoles
El Premi Nacional de narrativa de les Lletres Espanyoles (en castellà: Premio Nacional de Literatura en la modalidad de Narrativa) és un premi literari atorgat anualment pel Ministeri de Cultura d'Espanya.
Premia la millor obra en la modalitat de narrativa escrita per un autor espanyol, en qualsevol de les llengües oficials de l'Estat, entre totes les obres d'aquest gènere publicades a Espanya l'any anterior. Està dotat amb 15.000 euros. El jurat està presidit pel director general del Llibre i està format per 10 persones, entre elles el guanyador de l'any anterior, i s'atorga el mes d'octubre.
És un premi de llarga trajectòria, ja que té els seus antecedents en l'Ordre de creació del Ministeri de Governació de 25 de gener de 1949, si bé els seus orígens daten de 1926. La seva configuració data de 1977 i des d'aquell any s'atorga anualment, exceptuant l'edició de 1985.

## Èpoques
- De 1924 a 1949: anomenat Premio Nacional de Literatura
- De 1950 a 1976: anomenat Premio Nacional de Literatura "Miguel de Cervantes" de narraciones
- De 1977 a l'actualitat: anomenat Premio Nacional de Narrativa[1]

## Guanyadors

### Primera època
- 1924: Huberto Perez de la Ossa, per La Santa Duquesa
- 1926: Wenceslao Fernández Flórez, per Las siete columnas
- 1927: Concha Espina per Altar Mayor
- 1931: Mauricio Bacarisse per Los terribles amores de Agliberto y Celedonia
- 1932: Alejandro Casona, per Flor de leyenda
- 1935: Ramón J. Sender, per Mr. Witt en el cantón
- 1936: Ricardo Baroja, per La nao Capitana
- 1943: Rafael García Serrano, per La fiel infantería
- 1947: Vicente Escrivá per Jornadas de Miguel de Cervantes
- 1948: Juan Antonio Zunzunegui, per La úlcera

(El premi no es va concedir cap dels següents anys: 1925, 1928, 1929, 1930, 1933, 1934, 1937, 1938, 1939, 1940, 1941, 1942, 1944, 1945, 1946, 1949).

### Segona època
- 1949: Enrique Larreta per Orillas del Ebro
- 1950: Concha Espina, per Valle en el mar
- 1951: Ramón Ledesma Miranda, per La casa de la Fama
- 1952: José Antonio Giménez-Arnau y Gran, per De pantalón largo
- 1953: Josep Maria Gironella, per Los cipreses creen en Dios
- 1954: Tomás Salvador, per Cuerda de presos
- 1955: José Luis Castillo-Puche, per Con la muerte al hombro
- 1956: Miguel Delibes, per Diario de un cazador
- 1957: Carmen Laforet, per La mujer nueva
- 1958: Alejandro Núñez Alonso, per El lazo de púrpura
- 1959: Ana María Matute, per Los hijos muertos
- 1960: Daniel Sueiro, per Los conspiradores
- 1961: Manuel Halcón, per Monólogo de una mujer fría
- 1962: Torcuato Luca de Tena, per Embajador en el infierno
- 1963: Emilio Romero, per Cartas a un príncipe
- 1964: Salvador García de Pruneda, per La encrucijada de Carabanchel
- 1965: Ignasi Agustí i Peypoch, per 19 de julio
- 1966: Tomás Borrás y Bermejo, per Historias de coral y de jade
- 1967: Luis de Castresana y Rodríguez, per El otro árbol de Guernica
- 1968: Carlos Rojas, per Auto de fe
- 1969: Luis Berenguer, per Marea escorada
- 1970: Ramón Solís Llorente, per La eliminatoria
- 1971: Ángel Palomino Jiménez, per Torremolinos Gran Hotel
- 1973: José Luis Martín Abril, per El viento se acuesta al atardecer
- 1974: Aquilino Duque Gimeno, per El mono azul

El premi no es va concedir els anys: 1972, 1975, 1976

### Tercera època
- 1977: José Luis Acquaroni Bonmatí per Copa de sombra
- 1978: Carmen Martín Gaite per El cuarto de atrás
- 1979: Jesús Fernández Santos per Extramuros
- 1980: Alonso Zamora Vicente per Mesa, sobremesa
- 1981: Gonzalo Torrente Ballester per La isla de los jacintos cortados
- 1982: José Luis Castillo-Puche per Conocerás el poso de la nada
- 1983: Francisco Ayala per Recuerdos y olvidos: 1. El exilio
- 1984: Camilo José Cela per Mazurca para dos muertos
- 1985 No es va atorgar en aquesta modalitat
- 1986: Alfredo Conde Cid per Xa vai o griffón no vento
- 1987: Luis Mateo Díez per La fuente de la edad
- 1988: Antonio Muñoz Molina per El invierno en Lisboa
- 1989: Bernardo Atxaga per Obabakoak
- 1990: Luis Landero per Juegos de la edad tardía
- 1991: Manuel Vázquez Montalbán per Galíndez
- 1992: Antonio Muñoz Molina per El jinete polaco
- 1993: Luis Goytisolo per Estatua con palomas
- 1994: Gustavo Martín Garzo per El lenguaje de las fuentes
- 1995: Carme Riera per Dins el darrer blau
- 1996: Manuel Rivas per ¿Qué me queres amor?
- 1997: Álvaro Pombo per Donde las mujeres
- 1998: Alfredo Bryce Echenique per Reo de nocturnidad
- 1999: Miguel Delibes per El hereje
- 2000: Luis Mateo Díez per La ruina del cielo
- 2001: Juan Marsé per Rabos de lagartija
- 2002: Unai Elorriaga per Sprako tranvia
- 2003: Suso de Toro per Trece badaladas. Trece campanadas
- 2004: Juan Manuel de Prada Blanco per La vida invisible
- 2005: Alberto Méndez per Los girasoles ciegos
- 2006: Ramiro Pinilla per Las cenizas del hierro
- 2007: Vicente Molina Foix per El abrecartas
- 2008: Juan José Millás per El Mundo
- 2009: Kirmen Uribe per Bilbao-New York-Bilbao
- 2010: Javier Cercas, per Anatomía de un instante
- 2011: Marcos Giralt Torrente, per Tiempo de vida
- 2012: Javier Marías, per Los enamoramientos (l'autor rebutja el premi)[2]
- 2013: José María Merino, per El río del Edén
- 2014: Rafael Chirbes, per En la orilla
- 2015: Ignacio Martínez de Pisón, per La buena reputación
- 2016: Cristina Fernández Cubas, per La habitación de Nona.
- 2017: Fernando Aramburu, per Patria.[3]
- 2018: Almudena Grandes, per Los pacientes del Doctor García.
- 2019: Cristina Morales, per Lectura Fácil[4]
- 2020: Juan Bonilla, per Totalidad Sexual del Cosmos[5]